# Tríos para piano, Op. 70 (Beethoven)

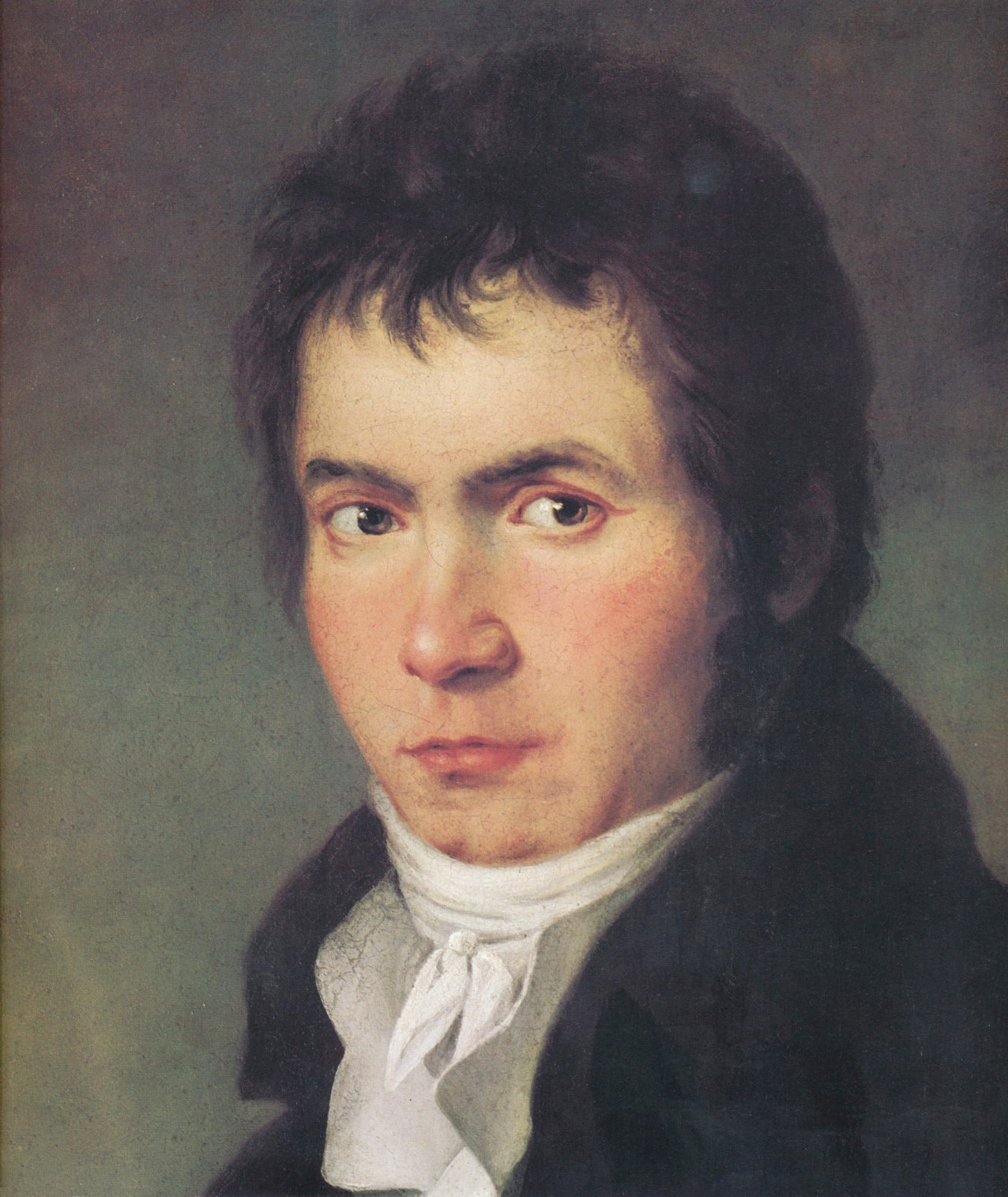
Beethoven en 1804.

Los Tríos para piano, Op. 70 son dos piezas camerísticas para piano, violín y violonchelo compuestas por Ludwig van Beethoven en 1808. La partitura está dedicada a la condesa Anna Maria Erdődy.

## Historia

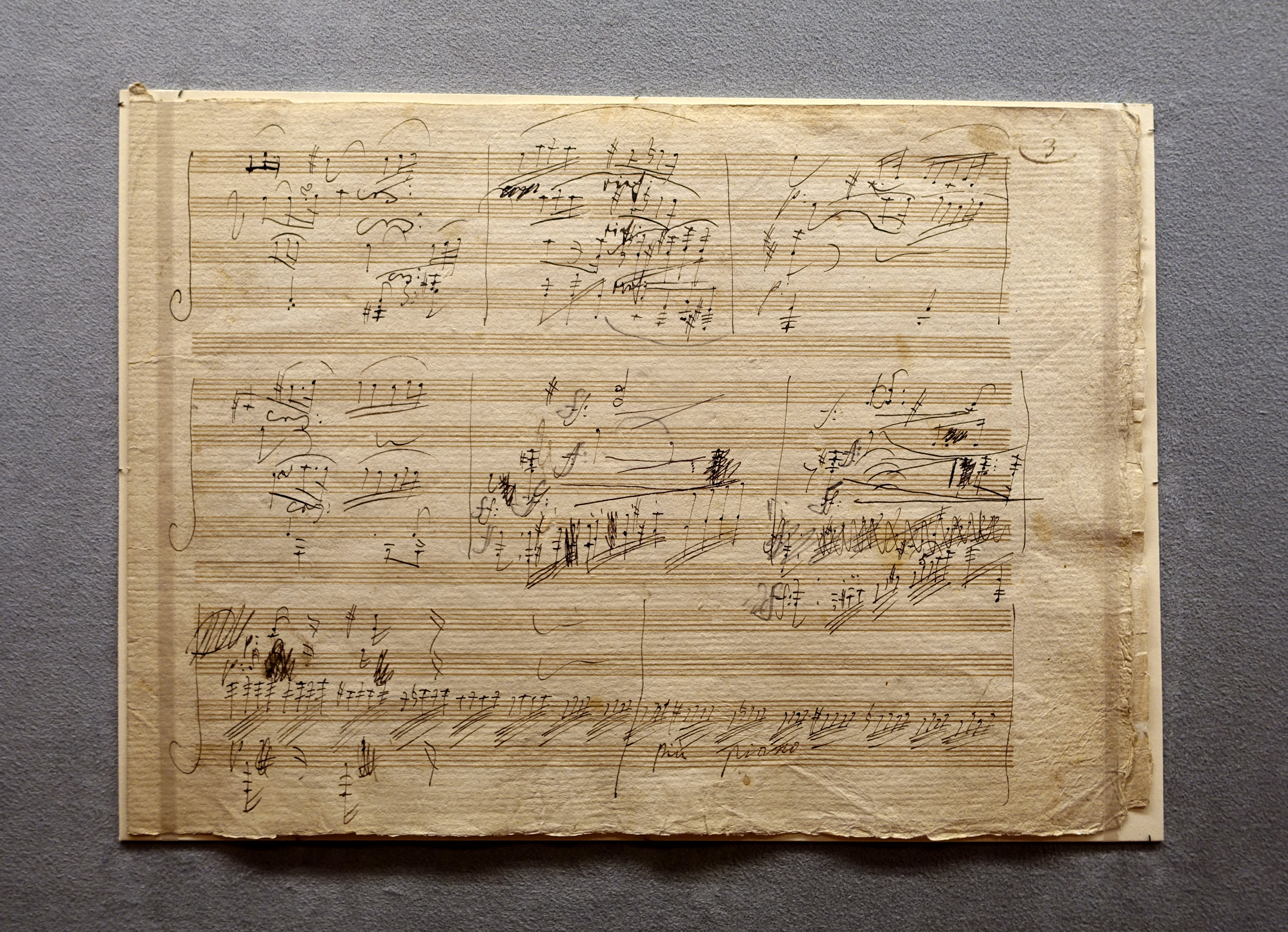
Partitura autógrafa del Op. 70 n.º 1 (Morgan Library & Museum, Nueva York).

### Composición
La composición de ambos tríos para piano tuvo lugar mientras pasaba el verano de 1808 de nuevo en Heiligenstadt, Viena, donde había terminado su Sinfonía n.º 5 el verano anterior. Escribió los dos tríos inmediatamente después de terminar su Sinfonía n.º 6 "Pastorale".  Este fue un periodo de incertidumbre en la vida de Beethoven, en particular porque no tenía una fuente de ingresos fiable en ese momento. Estas piezas son representativas del periodo estilístico "Medio" de Beethoven, que va aproximadamente de 1803 a 1812, y que incluye muchas de sus obras más famosas. Aunque estos dos tríos se numeran a veces como "n.º 5" y "n.º 6", la numeración de los doce tríos para piano de Beethoven no está estandarizada y en otras fuentes los dos tríos Op. 70 pueden aparecer con números diferentes, si los hay.

### Estreno y publicación
La fecha del estreno se desconoce pero se cree que fue poco tiempo después de finalizar la composición de ambas piezas.

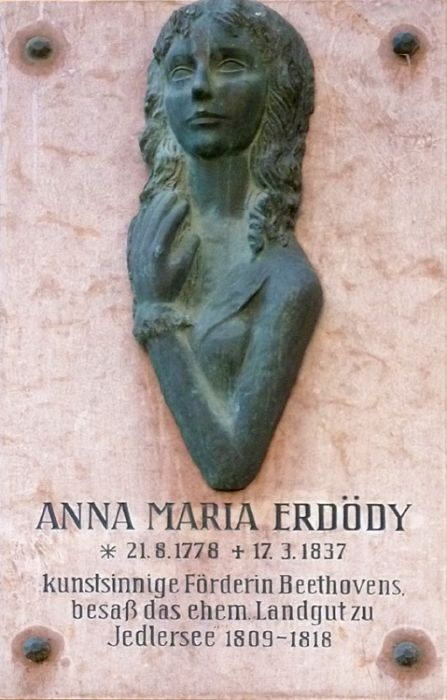
Anna Maria Erdődy, dedicataria del Op. 70, en una placa conmemorativa en Jedlersee.

La primera publicación de las piezas fue llevada a cabo por la editorial Breitkopf & Härtel en agosto de 1809 en Leipzig. La dedicatoria que figura en la partitura impresa de este opus es para la condesa Anna Maria Erdődy por su hospitalidad. El compositor residió en su casa de Viena durante los meses que van desde finales de 1808 hasta la primavera de 1809. La condesa era una pianista consumada, fiel amiga y mecenas de Beethoven por aquellas fechas. El músico se refería a ella como su "Padre confesor". Por su parte, ella estaba encantada de incluir piezas suyas en las frecuentes soirées musicales celebradas en su casa. También fue la dedicataria de las Sonatas para violonchelo Op. 102 n.º 1 y n.º 2.

## Trío para piano Op. 70 n.º 1 en re mayor "Fantasma"
La pieza consta de tres movimientos:
- I. Allegro vivace e con brio, en re mayor 3
4
- II. Largo assai ed espressivo, en re menor 2
4
- III. Presto, en re mayor 4
4

La interpretación de esta obra dura aproximadamente 27 minutos. El primer trío en re mayor, conocido como el Fantasma o en alemán Geister-Trio, es una de sus obras más conocidas del género, sólo superada por el Trío Archiduque. Contiene temas del segundo movimiento de la Sinfonía n.º 2. Blair Johnston afirma que "debido a su movimiento lento de extraña composición e innegable sonido espeluznante, fue apodado el Trío 'Fantasma'. El nombre ha acompañado a la obra desde entonces. La música fantasmagórica puede haber tenido sus raíces en los bocetos para una ópera titulada Macbeth que Beethoven estaba contemplando en ese momento." Según Lewis Lockwood, el alumno de Beethoven Carl Czerny escribió en 1842 que el movimiento lento le recordaba (a Czerny) a la escena del fantasma en la apertura de Hamlet de Shakespeare y este fue el origen del apodo. James Keller también atribuye el apodo a Czerny, y añade: "Se puede descartar como errónea la afirmación a menudo encontrada de que este movimiento del Trío Fantasma es una reelaboración de la música que Beethoven esbozó originalmente como el Coro de las Brujas para su Macbeth".

## Trío para piano Op. 70 n.º 2 en mi bemol mayor
La pieza consta de cuatro movimientos:
- I. Poco sostenuto 4
4 – Allegro, ma non troppo, en mi bemol mayor 6
8
- II. Allegretto, en do mayor / menor 2
4
- III. Allegretto ma non troppo, en la bemol mayor 3
4
- IV. Finale. Allegro, en mi bemol mayor 2
4

La interpretación de esta obra dura aproximadamente 27 minutos. 
El segundo movimiento está en forma de doble variación.